# 機器人動畫

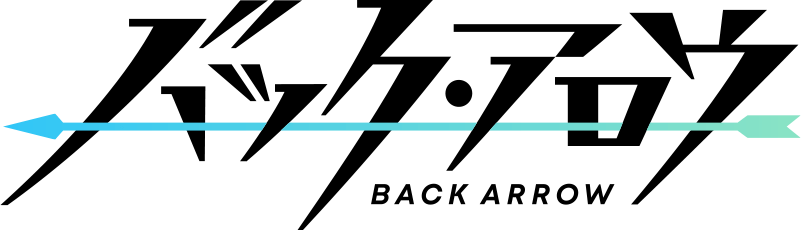
2021年日本知名的機器人動畫《BACK ARROW》

機器人動畫是一种動畫類型，此類動畫以機器人為故事重心。美国早期广为人知的机器人动画是变形金刚，日本最早的機器人動畫则是。此類題材的愛好者跟科幻以及特攝的愛好者有很大的交集。

## 機器人分類
在機器人的經典意義上來說，主要指全自動或遙控的機器，尤其仍在開發中的人工智慧機器人。
但在日本六十年代後，對機器人賦與了新的意義，如工業機器人這種較簡單的機器，並產生了巨大機器人的動畫，尤其是軍事科幻動畫的興起，便是巨大機器人動畫的出現，再細分為超級系和擬真系。
以下為廣義的機器人動畫分類。

### 人工智慧機器人
這是意義上較正統的機器人，相對於歐美作品而言，日系作品的人工智慧比較易接受人類給予的指示和服從，會叛變者少之又少。有時人工智慧機器人並不是主角，或者是和人造人或機械化人配合演出。
人工智慧機器人又分為三類。

#### 人形機器人
即仿生人或仿真機器人，外觀大小十分似真人的機器人，往往擁有真人的感情或表情甚或兩者俱有。在現實看來往往便是人類的化身，常有代表和既成制度所預設不同的人類的，如身在外國的人就是當地人的異類，或者是低下的草根階層被苛刻對待的投影。在文本中經常是超能力、改造人、複制人等的代替品，並且常有和真人間的戀愛和性愛的情節，在故事中常有思考「人是什麼」與恐怖谷理論等哲學性的問題。首看先播出是小飛俠阿童木，後續著名的作品有《魔力女管家》、《甜心戰士》、《Chobits》、《鋼鐵天使》、《可塑性記憶》、《沒有心跳的少女 BEATLESS》等等，多半是以女性型的仿生人，但也有少數的男性型的仿生人如《絕對達令》等作品。

#### 非人型機器人
可以視為任何形狀，外表往往是普通機器，較少有其主演的作品，一般是作為人類或機械化人主演作品的配角。和普通人主角配合的作品，例如：《閃電霹靂車》、《機械小子萬事通》和等；和機器人配角與機械化人主角合演的作品，有作為主角助手的《攻殼機動隊》，及作為主角敵人的《再造人卡辛》和《吹波糖危機》等。而《變形金剛》是極少數由機器人主演作品，也是罕見成功的巨大機器人與人工智慧機器人交集作品。而其中最特別的是神勇飛鷹俠，由等身大的超級英雄們，以特制的輕武器和動力服以特種作戰的方式(手段介乎於義勇群英和鐵甲奇俠中間)，擊敗敵人所用的極為巨大的非人型機器人。

#### 類人型機器人
外表略似人型，但即使距離遙遠也可以輕易識別，有些大小和真人相差甚遠，最著名的擬人機器人作品為《多啦A夢》及其前作《叮噹貓》。還有一種雖然和仿生人一樣外表似人，但體型卻比真實兒童小很多的機器人，例如：《薔薇少女》和《ANGELIC LAYER 天使領域》中的人偶，通常仿造小女孩外表製造，可視為可自動和智慧型的洋娃娃。而石森章太郎的漫畫《小露寶》曾經改編流行的兒童電視劇。

### 巨大機器人
這是日本首創並是世界各國中唯一成為虛構故事機器人主流的類型，字面上意思是巨大機器人，實際是多是一些由人駕駛的「人型機器」，而不是本來意義上的機器人。通常是沒有智慧或意識等人類的精神活動，只有一小部分是人工智慧（《變形金剛》等）或遙遠控制（《鐵人28號》等）的。雖然對於赛博朋克或人工智慧的愛好者來說，巨大機器人作品不是真正機器人，但反過來說巨大機器人在原理上比較容易實現，而吸引了一些硬科幻的愛好者興趣，並常有人探討像GUNDAM和的可行性和實用價值等問題。
因為是作為主角的人類的動作延長，原則上其實類似現實的工業機器人，是作為一件武器並能夠施展格鬥技和同樣巨大的敵方機器戰鬥，并經常使用類似真人的放大冷兵器和槍械戰鬥。又可以細分為兩類：

#### 超級系機器人
簡稱超級系（日語：スーパーロボット），屬於設定脫離現實中的兵器或產業機械的大型機器人，故事採用了很多超級英雄的劇情。
這類機器人有幾個特點：
通常沒有量產化的型號，同一作品中機體數量較少。
通常背景是虛擬的現代或近未來，機器人和現實存在的景物，包括現代的機動兵器同場演出，并利用貶低矮化來突出巨大機器人的威力壓倒性的強大。
這個名稱最早是從任天堂FC遊戲機的遊戲《超級機器人大戰》及其後的系列開始使用，起初設定上較偏向像兒童節目中簡化版的超級英雄式的機器人如「無敵鐵金剛」等。但後來推出像新世紀福音戰士等，有比寫實系機器人還深奧的手法。

#### 擬真系機器人
一般認為在機動戰士高達後出現的名詞和概念，但元祖高達在構造上還不如第一部巨大機器動畫鐵人28號的機器合理，如採用合體構造和由人直接駕駛。其實這不應當只限於機體構造上的合理，而是故事在一個大型人型機器普及的世界觀中，使得把類似外形的武器披上一層見怪不怪的合理外衣，並可以把類似主角的機器人大量生產。
寫實系機器人一般與軍事科幻相關，除了少數使用像機動警察接近現實的近未來或架空現代，或者像戰鬥裝甲Xabungle其實是無武裝民用品等例外。
通常有個和現實世界相差較遠的背景，例如像太空歌劇一般的宇宙戰爭，主角的機器的作用比較像星球大戰中的X翼戰機，雖然是背景大量地存在，但其技術和功能是大大超出現實世界的人的想像，可是因為在背景只是見怪不怪不會給人物神奇的感覺，並不只是一件近未來或架空的現代的科技推到極限的產物。雖然像高達系列作品一般沒有超光速的設定，但仍然是人類普遍在太空生活和活躍的背景。

### 另類機器人
除了主流的風格外，尚有兩種另類風格：
1. 奇幻或古代的背景設定，把機器人描述成魔法道具魔像的作品，或者像放大的古代盔甲武士。首見於《鋼鐵吉克》的敵人機器人──哈尼幻人；而作為主角首見於《聖戰士DUNBINE》，後續有《魔動王》、《魔法騎士雷阿斯》及近作《破刃之劍》。
2. 玩具機器人間的比賽，本體是超小型機器人，例如：《紙箱戰機》、《天使領域》、《模型神童3四郎》；其他有奇特設定使本體不能主動做動作，需要附加其他設定才能動的機器人模型間的賽事，例如：；以網絡遊戲中機器人的虛擬角色間比拼的《加速世界》等。而《薔薇少女》則屬於集玩具機器人和奇幻機器人一身的作品。